# بوتري إندونيسيا 2017
بوتري إندونيسيا 2017 هي نسخة الواحد والعشرين في تاريخ مسابقة بوتري إندونيسيا منذ انطلاقتها عام 1992 ، عُقدت مسابقة في 31 مارس 2017 في مركز جاكرتا للمؤتمرات ، في نهاية الحدث توجت بونا جيليتا من منطقة جاكرتا للعاصمة الخاصة 5 من قبل ملكة السابقة كيزيا وارو حاملة لقب بوتري إندونيسيا 2016 من شمال سولاويزي. تنافس جميع المتسابقين الـ 38 من 33 مقاطعة على التاج. سيمثل الفائز إندونيسيا في مسابقة ملكة جمال الكون 2017 ، بينما سيتنافس الوصيف في مسابقة ملكة الجمال الدولية 2017 و ملكة جمال فوق وطنية 2017 و ملكة جمال غراند الدولية 2017. ملكة جمال الكون 2016 ايريس ميتينير من فرنسا وملكة جمال جراند انترناشيونال 2016 أريسكا بوتري بيرتيوي من إندونيسيا تحضر في العرض النهائي الكبير. كما حضرت ملكة جمال الكون 2005 ناتالي جليبوفا من كندا العرض كقاضية.

## النتائج

### المراكز النهائية
| النتائج النهائية                                             | المتنافسة |
| ------------------------------------------------------------ | --- |
| بوتري إندونيسيا (ملكة جمال إندونيسيا)                        | - منطقة العاصمة الخاصة الخامسة - بونا جيليتا إبراني |
| بوتيري إندونيسيا لينكونان (ملكة جمال إندونيسيا العالمية)     | - جاوة الغربية - كيفن ليليانا جنيدي |
| بوتري إندونيسيا باريويزاتا (ملكة جمال إندونيسيا سوبرناشونال) | - نوسا تنقارا الشرقية - كارينا ناديلا نياب |
| بوتري إندونيسيا بيرداميان (الوصيفة بوتيري إندونيسيا)         | - جاوة الوسطى - ديا غويستي ريزكيتا كوسوارا |
| أفضل 6                                                       | - جمبي - سييلا أفساري - سومطرة الشمالية - بوتري مينتاري سيتانغغانغ θ |
| أفضل 11                                                      | - سومطرة الغربية - بوجي شيغانا § - سومطرة الجنوبية - نور هاريسياه برتيوي - منطقة العاصمة الخاصة الثانية - ديتا فاهراناه أوتامي - كالمنتان الشرقية - جيتوين ميراكلن سامانثا - بابوا - فريدريكا ميترا مونوا |